# Бенедикт Шак

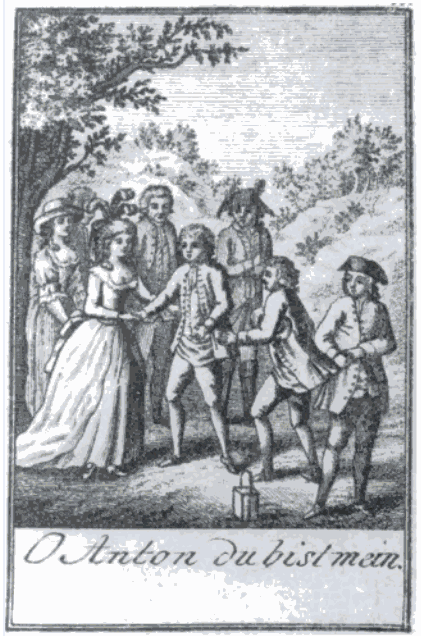
Афіша театральної вистави «O Anton du bist mein» з Б. Шаком (в центрі). 1791 р.

Бенедикт Шак (нім. Benedikt Schack, чеськ. Benedikt Žák, 7 лютого 1758, Міротіце, Богемія — 10 січня 1826, Мюнхен) — австрійський оперний співак (тенор), композитор і диригент епохи класицизму. Близький друг Моцарта і перший виконавець (1791) партії Таміно в опері Моцарта «Чарівна флейта», написаної спеціально для нього.

## Біографія
З 1773 співав у соборі Святого Віта в Празі. У 1775 вирушив до Відня, щоб вивчати медицину, філософію і спів. Пізніше, протягом декількох років, Шак працював капельмейстером у князя фон Шенайх-Каролат в Сілезії (нині місто Битом-Оджаньський). Після розпуску капели в 1784 році здійснив музичне турне по країні. У травні 1786 року в Зальцбурзі вступив до трупи Емануеля Шиканедера, з якої гастролював в Аугсбурзі і Регенсбурзі, а потім влаштувався в Відні.
У віденський період Шак здружився з Моцартом. Разом з Шиканедером і Шаком Моцарт брав участь в 1790 році в створенні комічної опери «Філософський камінь» (нім. Der Stein der Weisen), потім пішла «Чарівна флейта». За деякими відомостями на прем'єрі «Чарівної флейти» Шак не тільки співав Таміно, а й виконував соло на флейті (ця версія оскаржується фахівцями). Шак також брав участь в домашніх виконаннях перших начерків моцартівського «Реквієму».
Протягом 1790-х рр. Шак виступав як співак в Ґраці й Мюнхені, потім на пенсії жив у Мюнхені та Відні.

## Творчість
Крім «Філософського каменя» Шак брав участь у створенні ще щонайменше однієї опери, «Дурний садівник» (нім. Der dumme Gärtner; 1789), спільно з Шиканедером і Францем Ксавером Ґерлем. Моцарт написав варіації на одну з тем цього зінґшпіля. Йому належить також кілька мес і дрібних вокальних п'єс.